# Temples d'Indonésie

Carte montrant l'emplacement des principaux sites de la période classique indonésienne. Les points noirs représente des sites hindouistes et les points rouges, bouddhiques.

Il existe en Indonésie de nombreux sites archéologiques datant de la période classique indonésienne (c'est-à-dire hindou-bouddhique), qui va du Ve  au  XVe siècle apr. J.-C. Leur appellation officielle est candi, du nom de Candi ou Candika, qui est la forme démoniaque et destructrice de la déesse Shakti.
À Java, certains candi sont restés des lieux de cultes. C'est le cas des temples de Cetho et Sukuh (XVe siècle) sur les flancs du mont Lawu, à l'est de Solo.

## Bali
La religion officielle de la majorité des Balinais étant l'hindouisme, les temples y sont toujours des lieux de cultes.

## Java

### Java occidental

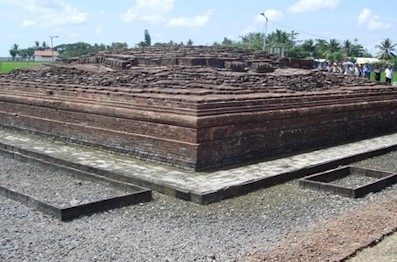
Le temple de Jiwa à Batujaya

#### Région deJakarta
- Site de Batujaya
- Site de Cibuaya

#### Région deBandung
- Cangkuang

### Java central

#### Plaine de Kedu

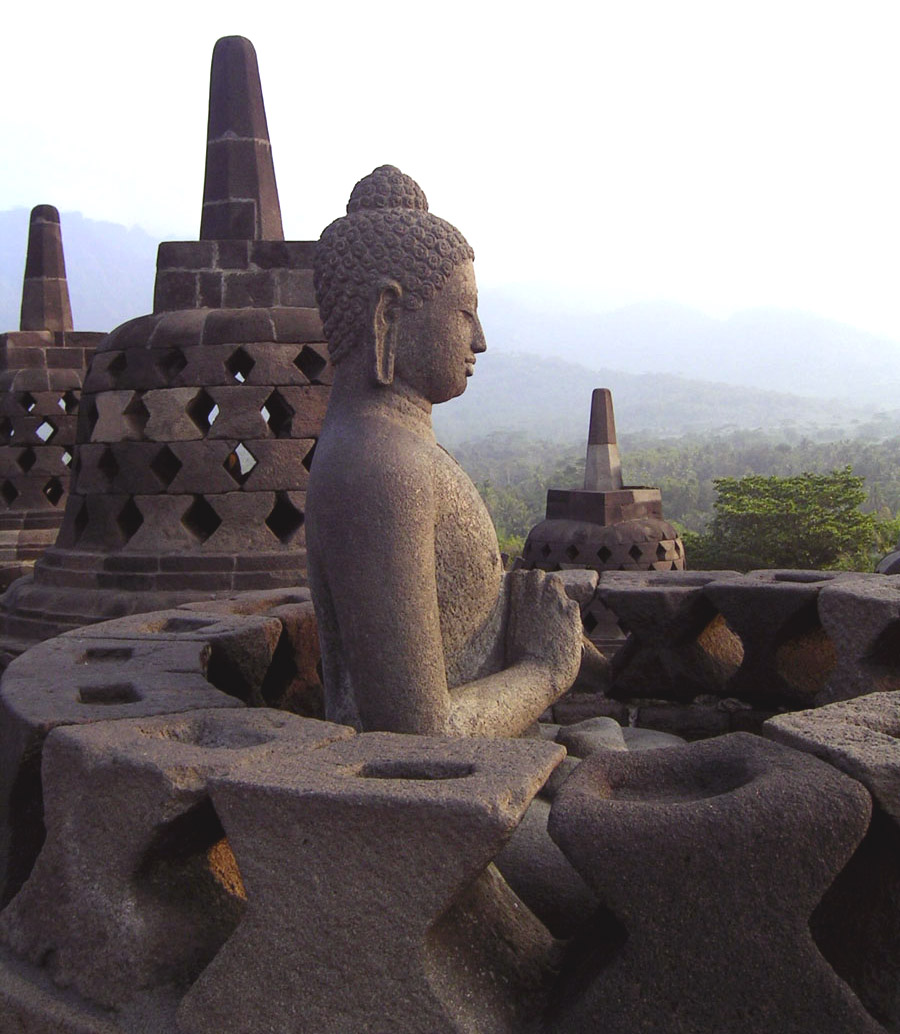
Bouddha dans un stupa ouvert à Borobudur

La fertile plaine de Kedu s'étend dans le centre de l'île, à l'ouest du volcan Merapi, au nord-ouest de l'ancienne ville royale de Yogyakarta et au sud-ouest de la ville coloniale de Magelang.
- Borobudur : c'est le plus grand monument bouddhique du monde, classé au patrimoine mondial de l'UNESCO.
- Mendut : temple du bouddhisme mahayana du VIIIe siècle.
- Pawon : autre temple du bouddhisme mahayana du VIIIe siècle.

#### Flancs du Merapi
- Sengi : complexe de 3 temples, Asu, Pendem et Lumbung, datant du VIIIe siècle.

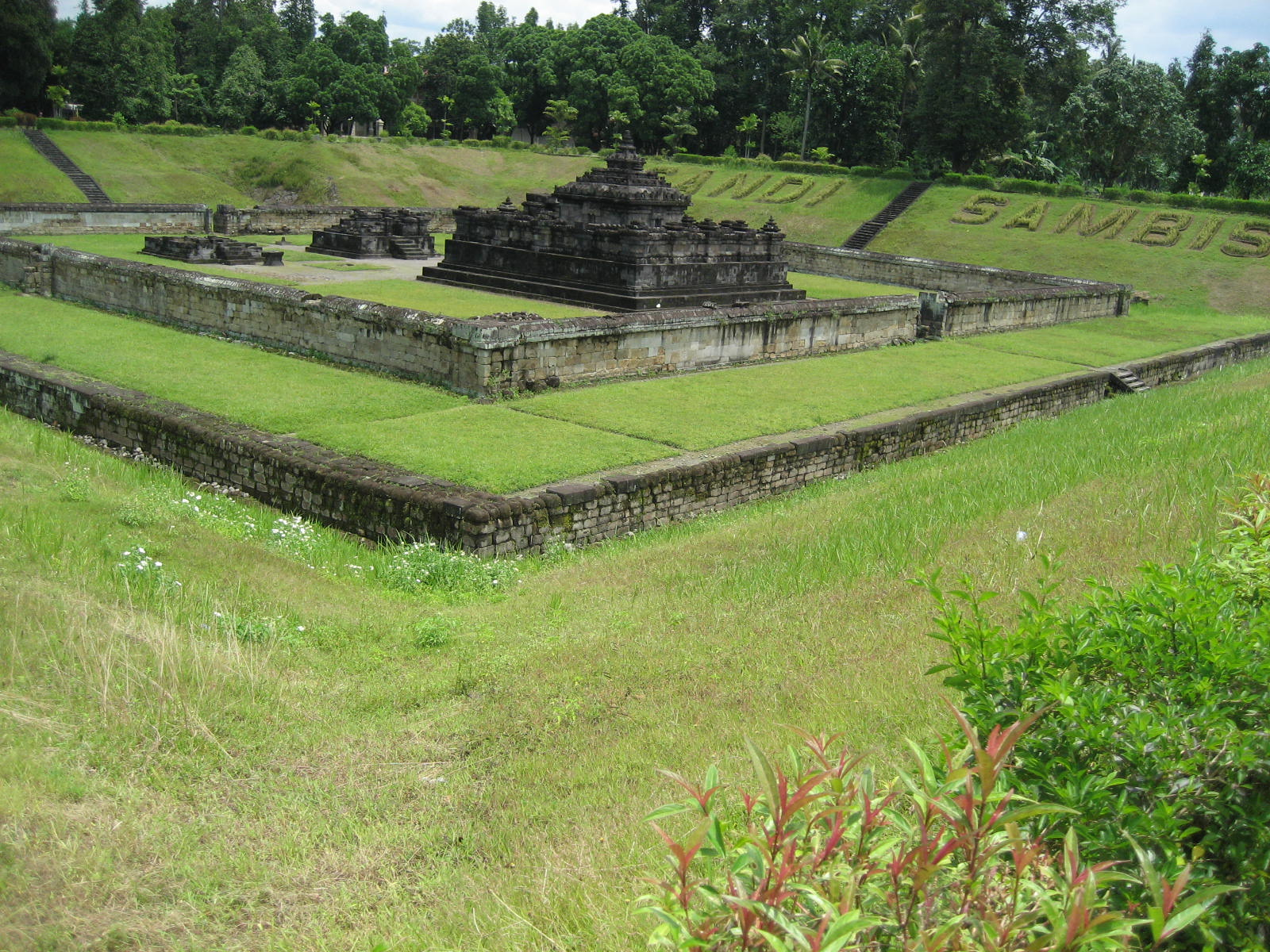
Sambisari

- Morangan
- Lawang

#### Environs de Yogyakarta

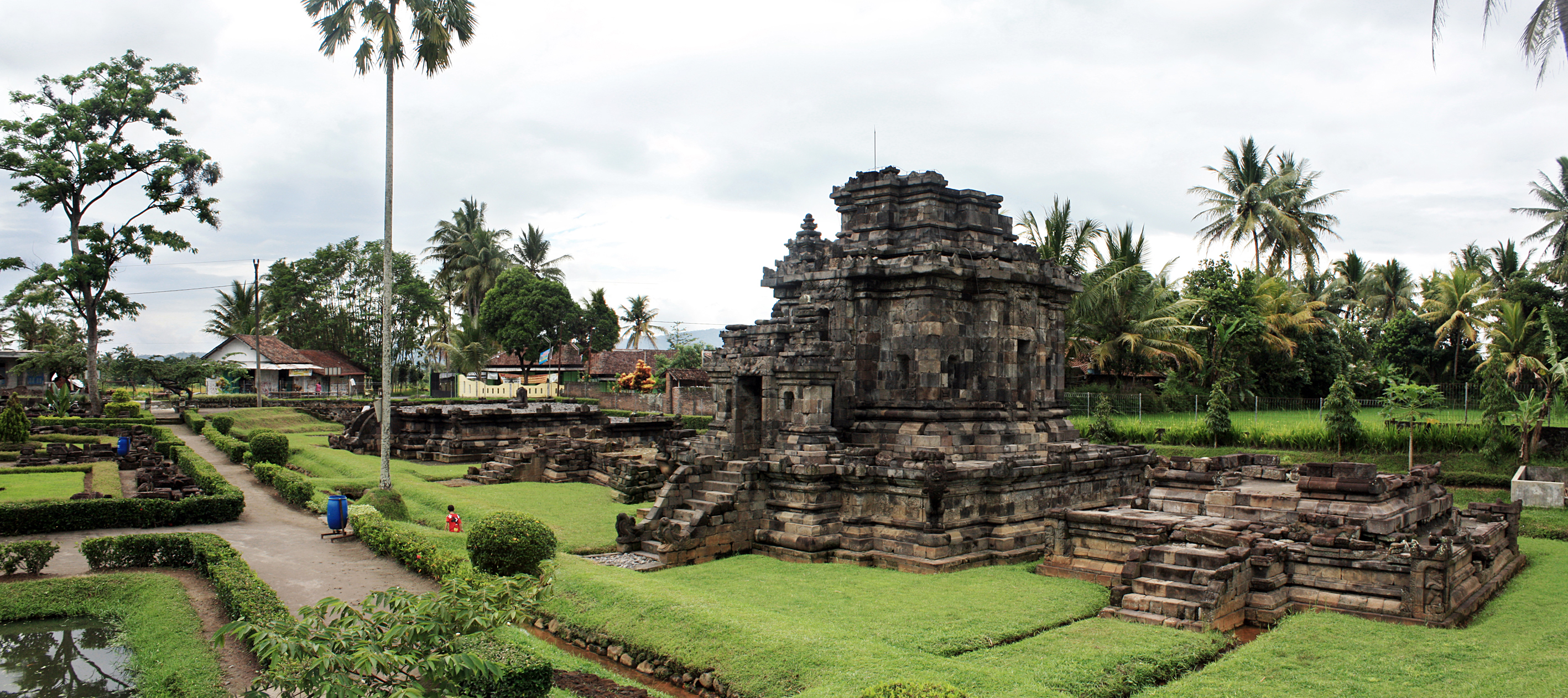
Ngawen

- Canggal : complexe bouddhique du VIIIe siècle, dans lequel on a trouvé une inscription, datée de 732 apr. J.-C., mentionnant le nom de Sanjaya, seigneur de Mataram.
- Gunung Sari : ruines d'un temple principal et 3 temples secondaires.
- Gunung Wukir : site de l'une des plus anciennes inscriptions trouvées à Java et datée de 732 apr. J.-C. Il n'en reste que la base du sanctuaire principale et 3 temples secondaires.
- Ngawen : 5 sanctuaires du VIIIe siècle.
- Sambisari : temple hindouiste du Xe siècle, découvert en 1966 par un paysan qui travaillait sur un champ appartenant au village de Karyowinangun.

#### Plateau de Dieng
8 temples hindouistes des VIIe et VIIIe siècles (dont le candi Bima), les plus anciens connus dans Java central.

#### Gedung Songo
9 temples (gedung songo signifie "les neuf constructions") construits aux VIIIe et IXe siècles.

#### Région de Klaten
- Merak : 2 temples hindouistes du Xe siècle au milieu d'un village.
- Karangnongko.

#### Flancs du mont Lawu
- Cetho : temple hindouiste du XVe siècle.
- Kethek : autre temple hindouiste du XVe siècle.
- Sukuh : encore un temple hindouiste du XVe siècle, en forme de pyramide.

#### Plaine de Kewuou plaine dePrambanan

La plaine de Prambanan

- Roro Jonggrang : principal temple du complexe de Prambanan, datant du IXe siècle et dédié à Shiva. Il est flanqué de temples dédiés à Vishnu et Brahma. Des bas-reliefs racontent des récits tirés de l'épopée du Ramayana.
- Le complexe de temples bouddhiques de Candi Sewu ("les mille temples") est antérieur à Roro Jonggrang. Il consiste en un sanctuaire principal entouré de temples plus petits alignés selon plusieurs carrés concentriques. Il possède des statues de gardien bien conservées, dont on trouve des répliques dans la cour centrale du kraton (palais royal) de Yogyakarta.
- Lumbung : complexe bouddhique constitué d'un temple principal et 16 temples plus petits.
- Plaosan : sanctuaire bouddhique datant probablement du IXe siècle.
- Arca Bugisan : 7 statues (arca) du Bouddha et de bodhisattva dans différentes poses et expressions.
- Sajiwan : temple bouddhique.
- Sari : sanctuaire bouddhique du VIIIe siècle comportant 9 stupas.
- Kalasan : temple bouddhique du VIIIe siècle construit pour commémorer le mariage d'un roi.
- Kedulan : découvert en 1994 par des carriers.

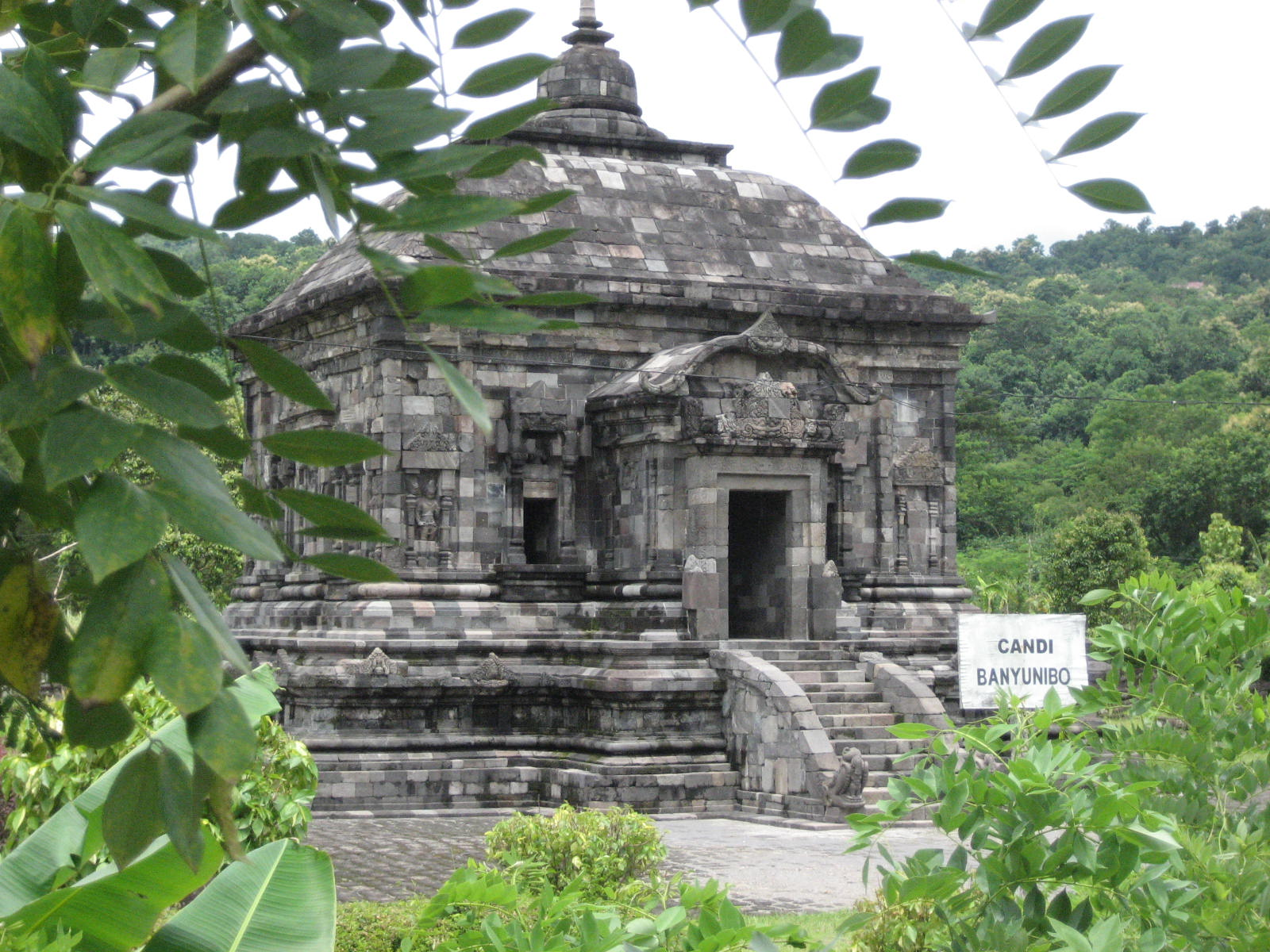
Banyunibo

#### Ratu Boko et environs (au sud de Prambanan)

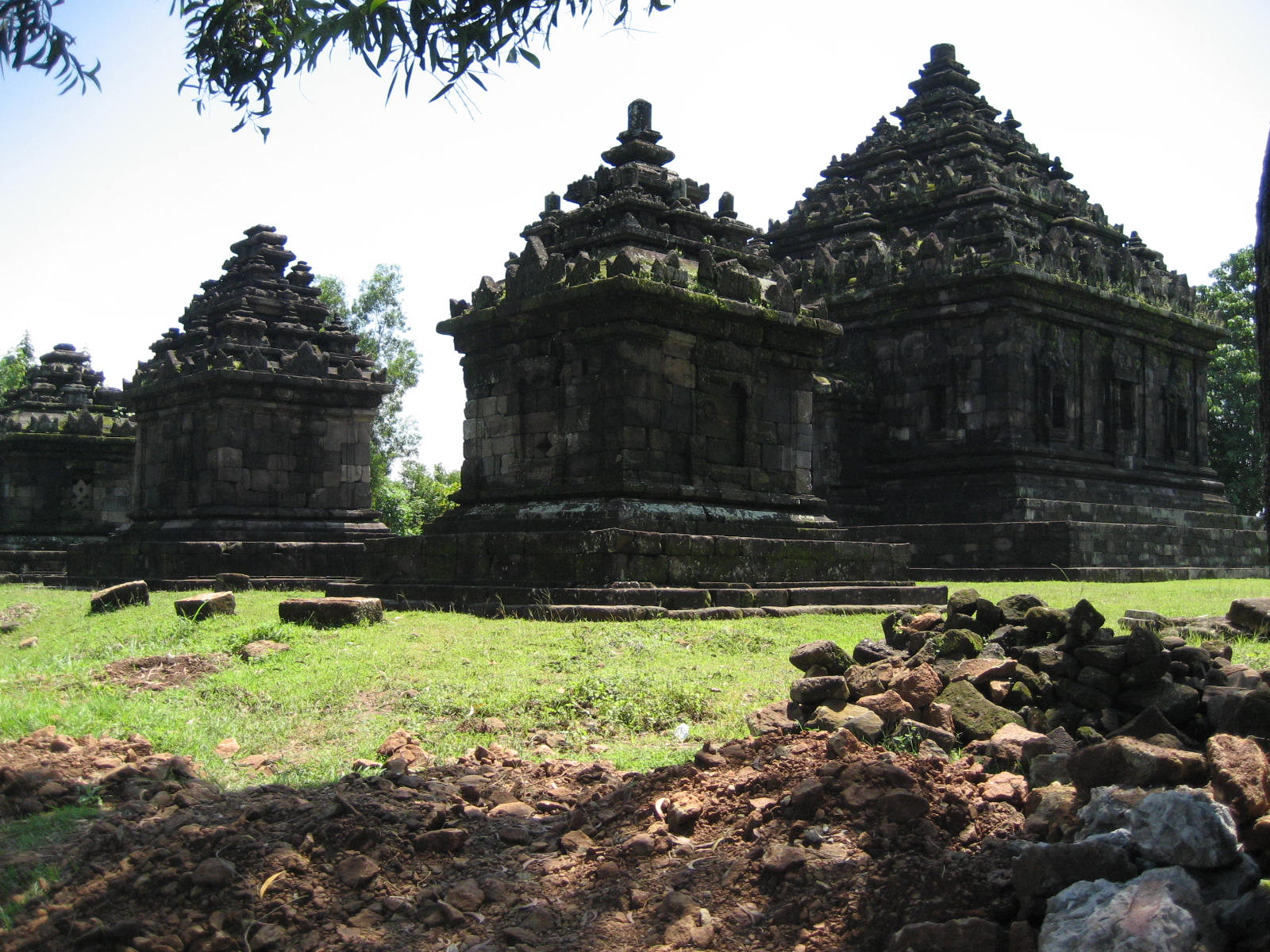
Le Candi Ijo

- Palais de Ratu Boko : construit aux VIIIe et IXe siècles dans un mélange de styles bouddhique et hindouiste.
- Arca Gopolo : groupe de 7 statues (arca) disposées en cercle.
- Banyunibo : petit complexe bouddhique du IXe siècle, formé d'un temple principal entouré de 6 temples plus petits, formant un stupa.
- Barong : peut-être un temple hindouiste du IXe siècle.
- Dawangsari : peut-être autrefois un stupa, il n'en reste qu'un ensemble de pierres d'andésite.
- Candi Ijo : complexe comportant un sanctuaire principal et 3 temples secondaires.
- Watugudig : groupe de poteaux disposés en forme de gong, dont quelque 40 ont été excavés. Les habitants du coin croient qu'il s'agit de la tombe du roi Boko.
- Candi Abang : en forme de pyramide, il rappelle un peu Borobudur.
- Gampingan.
- Sentono : ensemble de grottes en contrebas d'Abang.
- Payak : bassin rituel, peut-être hindouiste.

### Java oriental

#### Région deMalang

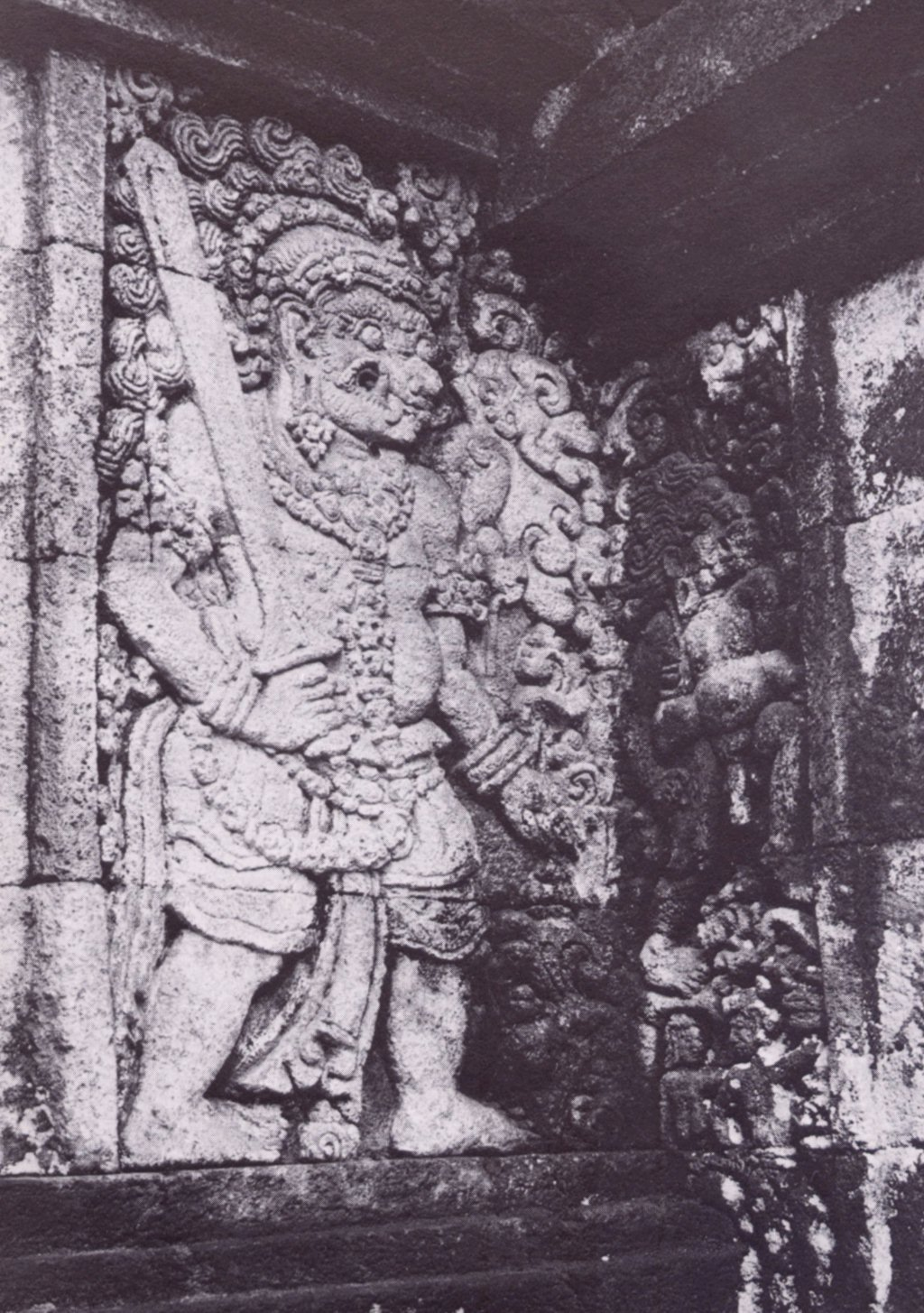
Dvarapala ou statue gardienne à Panataran

- Badut : petit temple shivaite construit vers 760, le plus ancien connu de Java oriental.
- Jago : fin du XIIIe siècle. Ses terrasses sont décorées de bas-reliefs dans le style du wayang kulit qui racontent des passages du poème épique indien Mahābhārata.
- Panataran : seul complexe de temples d'une certaine importance de Java oriental, construit entre les XIIe et XVe siècles. On pense qu'il s'agissait du temple d'État du royaume de Majapahit.
- Singosari : dédié aux rois de Singasari (1222-1292 apr. J.-C.), prédécesseurs de ceux de Majapahit, il a été construit en 1304.
- Temple de Sumberawan.

#### Région de Tretes et Trowulan

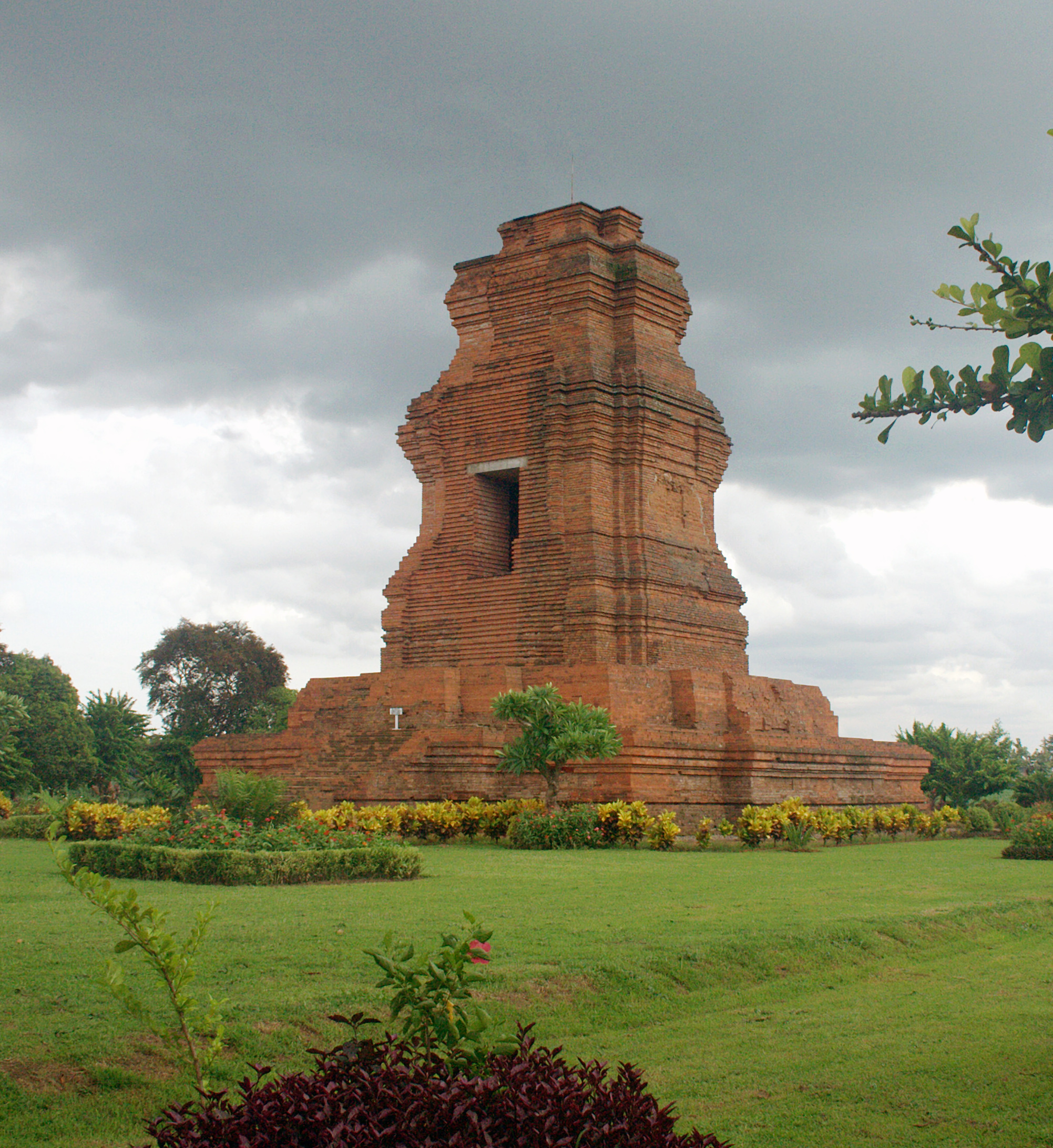
Le Candi Brahu à Trowulan

- Jawi : temple funéraire bouddhique du XIIIe siècle.
- Mont Penanggungan : 80 sites au total, dont peut-être la tombe du roi Airlangga, mort en 1049.
- Surawana : petit temple de Majapahit, situé dans le village de Canggu près de Kediri et construit en 1390 apr. J.-C., peut-être en l'honneur de Wijayarajasa, prince de Wengker.
- Tikus : situé à Trowulan, site de la capitale de Majapahit.

## Kalimantan
- Site de Candi Agung, Kalimantan du Sud, shivaite
- Site de Candi Laras, Kalimantan du Sud, shivaite.

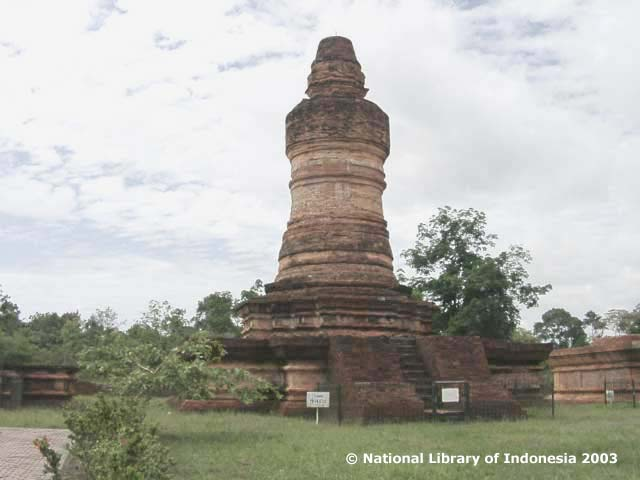
Le temple de Muara Takus

## Sumatra
- Muara Takus, Riau
- Portibi, Sumatra du Nord : ensemble de 25 temples dédié à Shiva Bhairava
- Muara Jambi, Jambi